# Desa Cisarua (administrativ by i Indonesien, lat -6,61, long 107,32)
Desa Cisarua är en administrativ by i Indonesien.   Den ligger i provinsen Jawa Barat, i den västra delen av landet, 70 km sydost om huvudstaden Jakarta. Desa Cisarua ligger vid sjön Waduk Jatiluhur.